# 名古屋市立大清水小学校
名古屋市立大清水小学校（なごやしりつ おおしみずしょうがっこう）は、愛知県名古屋市緑区大清水西にある公立小学校。

## 概要
平成2年（1990年）に名古屋市立鳴海東部小学校から分離し、開校した。開校時の学級数は12である。平成26年（2014年）に市内で２番目に児童数の多い小学校になり、2023年（平成30年）に開校30周年を迎えた。

### 特徴
学校周辺の歩道にふれあいます花壇と呼ばれる花壇を設けており、毎年春と秋に地域の住民と共に3年生が植え替えを行う。

## 沿革
- 1990年（平成2年）3月 - 鳴海東部小学校から分離、大清水小学校として開校[3]
- 1991年（平成3年） - 体力づくり指定校[1]
- 1993年（平成5年）11月 - 名古屋市学校保健活動奨励賞受賞[3]
- 1995年（平成7年）4月 - 校訓制定[3]。
- 1996年（平成8年） - 体力づくり優良校受賞[1]
- 1998年（平成10年） - ＰＴＡ家庭教育学級（ハートフル大清水）開催[1]
- 1998年（平成10年）9月 - 交通安全優良校受賞 [3]
- 1999年（平成11年） - マーチングバンド・バトントワリング全国大会銀賞受賞[1]
- 1999年（平成11年）10月 - 開校10周年記念式典開催[3]
- 2000年（平成13年） - マーチングバンド・バトントワリング全国大会金賞受賞[1]
- 2008年（平成20年）4月 - トワイライトスクール開設[3]
- 2009年（平成21年）4月 - 開校20周年記念式典開催[3]
- 2015年（平成27年）7月 - 本校舎屋上に太陽光発電施設設置[3]
- 2018年（平成30年） - 開校３０周年記念式典開催[1]
- 2021年（令和3年） - 部活動が業者委託となる。 GIGAスクール構想として、一人一台端末(タブレット)が配布される[1]。

## 学校行事
- 入学式 [4]
- １年生を迎える会[4]
- 芸術鑑賞会[4]
- ふれあいます花壇（3年生）[4]
- 中津川野外学習 （5年生）[4]
- 修学旅行（奈良・京都）
（6年生）[4]
- ふれあい給食会（3年生）
- スポーツデー[4]
- 学区クリーン活動[4]
- アートフェスティバル[4]
- ６年生を送る会[4]
- 卒業式[4]

## 通学区域
- 大清水一丁目[5]
- 大清水二丁目（一部）[5]
- 大清水三丁目[5]
- 大清水四丁目[5]
- 大清水五丁目[5]
- 大清水西[5]
- 大清水東[5]
- 鎌倉台一丁目[5]
- 鎌倉台二丁目[5]
- 砂田一丁目[5]
- 砂田二丁目[5]
- 鳴海町字大清水[5]（一部[6]）
- 八つ松一丁目[5]
- 八つ松二丁目[5]

## 進学先中学校
- 名古屋市立鎌倉台中学校[5]

## 交通アクセス
- 名古屋市営地下鉄桜通線
  - 徳重駅より市バス - 徳重14・徳重巡回系統「大清水三丁目」バス停より徒歩2分
  - 神沢駅より市バス - 徳重巡回系統「大清水三丁目」バス停より徒歩2分
  - 相生山駅より市バス - 相生11号系統「大清水三丁目」バス停より徒歩2分
  - 鳴子北駅より市バス - 幹鳴子1号系統「大清水小学校」バス停より徒歩2分
- 名鉄名古屋本線
  - 有松駅より市バス - 徳重14号系統「大清水三丁目」バス停より徒歩2分

## 学区 / 校区内の主な施設

### 公園
- 姥子山中央公園
- 平手南公園
- 八ツ松公園
- 八ツ松東公園
- 八ツ松西公園
- 大清水公園
- 大清水第二公園
- 大清水東公園
- 大清水西公園
- 大清水北公園
- 水広公園
- 水広南公園
- 砂田東公園

### 学校・教育施設
- 名古屋市立鎌倉台中学校
- トワイライトスクール

### 寺社
- 八ツ尾八幡社
- 寺島家御天神社

### その他
- 大清水コミュニティセンター
- 名古屋市地域子育て支援拠点どろんこわらばぁ〜
- 緑警察署 平手交番